# 聖約翰 (佛羅里達州)
聖約翰（英語：St. John）是位於美國佛羅里達州加茲登縣的一個非建制地區。該地的面積和人口皆未知。

## 地理
聖約翰的座標為30°39′26″N 84°41′28″W / 30.65722°N 84.69111°W，而該地的平均海拔高度為9米（即30英尺）。